# Рубен I
Рубен I (арм. Ռուբեն Ա) (1025—1095) — армянский князь, первый царь Киликийской Армении с 1080 по 1095 годы, двоюродный брат и личный телохранитель армянского царя Гагика II. Основатель династии Рубенидов. Его отцом возможно был Ованес-Смбат.
Князь Рубен был одним из полководцев и вассалов Филарета Варажнуни, которому была поручена защита области Антитавр. В 1080 году он восстал против Византии и положил начало новой армянской династии и явился основателем княжества Горной Киликии, впоследствии ставшего королевством. После смерти Рубена I трон Киликийского княжества унаследовал его сын — князь Костандин I, сделавший крепость Вахка родовой обителью.